# Liste der Steinkreuze im Landkreis Schwandorf
In dieser Liste der Steinkreuze im Landkreis Schwandorf sind die Steinkreuze (Sühnekreuze, Kreuzsteine etc.) im Landkreis Schwandorf in der Oberpfalz, Bayern aufgelistet. Diese Liste erhebt keinen Anspruch auf Vollständigkeit.
| Gemeinde, Ortsteil                          | Lage                                                                                       | Objekt                                                 | Beschreibung                                                                                                   | Akten-Nr.      | Bild                              |
| ------------------------------------------- | ------------------------------------------------------------------------------------------ | ------------------------------------------------------ | --- | -------------- | --------------------------------- |
| Altendorf (Landkreis Schwandorf), Altendorf | Am Wasser 6 (Standort)                                                                     | Steinkreuz                                             | Mit einseitig abgeschlagenem Arm, Granit, wohl 16. Jahrhundert; bei Transformatorenstation an der Staatsstraße | D-3-76-112-10  | weitere Bilder \| Fotos hochladen |
| Burglengenfeld, Straß                       | an der Straße nach Untersdorf (Standort)                                                   | Steinkreuz mit Pflugschar                              | 16. Jahrhundert; ca. 100 m rechts vom Bauernhof an der Straße nach Untersdorf                                  | D-3-76-119-80  | BW                                |
| Dieterskirchen                              | Südwestlich am Feldweg kurz vor der Straße nach Bach Am Seebrand (Standort)                | Steinkreuz                                             | mit Weberschiffchen.                                                                                           | D-3-76-122-8   | weitere Bilder \| Fotos hochladen |
| Dieterskirchen                              | Südlich der Straße nach Bach (Standort)                                                    | Steinkreuz                                             | mit Relief eines gotischen Schuhs; am Ende eines Hohlweges südlich der Straße nach Bach.                       | D-3-76-122-7   | BW                                |
| Guteneck, Weidenthal                        | Am Kirchsteig von Weidenthal nach Trichenricht (Standort)                                  | Zwei Steinkreuze                                       | sog. Hussitenkreuze                                                                                            | D-3-76-133-14  | weitere Bilder \| Fotos hochladen |
| Nabburg, Nabburg                            | Krankenhausstraße, an der Ecke der Krankenhausstraße (Standort)                            | Drei Steinkreuze                                       | Das nördliche mit gemeißelter Kanne, wohl nachmittelalterlich                                                  | D-3-76-144-64  | BW                                |
| Nabburg, Nabburg                            | Ledermühlbühl, St 2156, am nördlichen Straßenrand der Straße nach Oberviechtach (Standort) | Steinkreuz                                             | Doppelbalkenkreuz mit beidseitiger Inschrift, Granit, um 1600                                                  | D-3-76-144-104 | BW                                |
| Nabburg, Neusath                            | Kr SAD 36, 200 m östlich von Neusath, an der Straße nach Pamsendorf (Standort)             | Steinkreuz                                             | Granit, bez. 1609                                                                                              | D-3-76-144-118 | weitere Bilder \| Fotos hochladen |
| Nabburg, Perschen                           | Kapellenflecke, gegenüber der Hausnummer 22 (Standort)                                     | Drei Steinkreuze                                       | Das mittlere mit reliefierter Pflugschar, Granit, wohl mittelalterlich, an der Perschener Straße               | D-3-76-144-124 | BW                                |
| Neunburg vorm Wald, Altes Schloss           | Im Berg 12, am Eingang zum Schwarzachtaler Heimatmuseum (Standort)                         | Steinkreuz                                             | Wohl mittelalterlich                                                                                           |                | Fotos hochladen                   |
| Neunburg vorm Wald, Fuhrn                   | am Friedhof (Standort)                                                                     | Steinkreuz                                             | von der Straßenabzweigung nach Hofenstetten an den Friedhof versetzt                                           | D-3-76-147-134 | BW                                |
| Neunburg vorm Wald, Gütenland               | im Walde nahe der Straße nach Neunburg (Standort)                                          | Zwei Steinkreuze                                       | westlich im Walde nahe der Straße nach Neunburg vorm Wald                                                      | D-3-76-147-137 | BW                                |
| Neunburg vorm Wald, Meißenberg              | an der Straße nach Neukirchen-Balbini (Standort)                                           | Steinkreuz                                             | wohl 17. Jh.; an der Straße nach Neukirchen-Balbini                                                            | D-3-76-147-153 | BW                                |
| Neunburg vorm Wald, Zeitlarn                | am nördlichen Ortsrand (Standort)                                                          | Steinkreuz                                             | 17. Jh.; am nördlichen Ortsrand                                                                                | D-3-76-147-181 | BW                                |
| Niedermurach                                | Kapellenweg (Standort)                                                                     | Sühnekreuz                                             | 15. Jahrhundert, mit leerem Dreieckschild und Schlüssel darüber; westlich vor der Wieskapelle                  | D-3-76-148-4   | Fotos hochladen                   |
| Niedermurach                                | An Kreisstraße SAD 43 nach Teunz (Standort)                                                | Steinkreuz                                             | Wohl mittelalterlich                                                                                           | D-3-76-148-9   | Fotos hochladen                   |
| Niedermurach, Holmbrunn                     | Am Schlottweg (Standort)                                                                   | Steinkreuz                                             | Wohl mittelalterlich                                                                                           | D-3-76-148-12  | weitere Bilder \| Fotos hochladen |
| Niedermurach, Pertolzhofen                  | An Kreisstraße SAD 39 bei Zankendorf (Standort)                                            | Steinkreuz                                             | Wohl mittelalterlich                                                                                           | D-3-76-148-17  | BW                                |
| Niedermurach, Wagnern                       | In Ortsmitte (Standort)                                                                    | Steinkreuz                                             | Wohl mittelalterlich                                                                                           | D-3-76-148-21  | weitere Bilder \| Fotos hochladen |
| Nittenau, Elendhof                          | St 2150 (Standort)                                                                         | Sühnekreuz aus Granit                                  | mit Darstellung des Gekreuzigten und des hl. Johannes, spätgotisch                                             | D-3-76-149-30  | weitere Bilder \| Fotos hochladen |
| Oberviechtach                               | Zum Bahnhof 2, Grünanlage vor dem Postamt (Standort)                                       | Steinkreuz                                             | mittelalterliches Steinkreuz, nicht nachqualifiziert                                                           | D-3-76-151-25  | Fotos hochladen                   |
| Oberviechtach, Lind                         | Gemeindeverbindungsstraße (Standort)                                                       | Steinkreuz                                             | Querarme verstümmelt, mittelalterlich                                                                          | D-3-76-151-50  | weitere Bilder \| Fotos hochladen |
| Oberviechtach, Oberlangau                   | auf der Flur Eselswiesen (Standort)                                                        | Steinkreuz.                                            | Querarme verstümmelt, wohl mittelalterlich; an der Straße nach Eslarn, auf                                     | D-3-76-151-47  | weitere Bilder \| Fotos hochladen |
| Oberviechtach, Pirkhof                      | an der Waldabteilung Buchberg (Standort)                                                   | Steinkreuz                                             | Wohl mittelalterlich; am Waldrand der Waldabteilung Buchberg gelegen                                           | D-3-76-151-49  | BW                                |
| Pfreimd, Einzeldenkmäler                    | östlich des Dorfes an der Straße nach Pamsendorf (Standort)                                | Zwei Steinkreuze                                       | das westliche mit Pflugschar, wohl nachmittelalterlich; ca. 250 m                                              | D-3-76-153-48  | Fotos hochladen                   |
| Schwarzach bei Nabburg                      | Hauptstraße 17 (Standort)                                                                  | Steinkreuz mit Pflugschar                              | mittelalterlich; am Straßenrand vor Hauptstraße 17.                                                            | D-3-76-162-2   | Fotos hochladen                   |
| Schwarzenfeld, Asbach                       | An der alten Straße nach Schwandorf beim letzten Anwesen (Standort)                        | Steinkreuz                                             | wohl 16./17. Jahrhundert.                                                                                      | D-3-76-163-11  | weitere Bilder \| Fotos hochladen |
| Schwarzhofen                                | An der Ausfahrt der Hauptstraße nach Altendorf (Standort)                                  | Steinkreuz mit Pflugschar                              | wohl spätmittelalterlich                                                                                       | D-3-76-164-26  | BW                                |
| Schwarzhofen, Geratshofen                   | An der Kreisstraße beim Ortseingang (Standort)                                             | Steinkreuz mit Pflugschar                              | wohl spätmittelalterlich.                                                                                      | D-3-76-164-29  | Fotos hochladen                   |
| Schwarzhofen, Zangenstein                   | An der Straße von Altendorf nach Zangenstein (Standort)                                    | Steinkreuz mit reliefiertem Fisch, Meischendorfer Zell | Steinkreuz, mit reliefiertem Fisch, Granit, nachmittelalterlich; neben der Kapelle                             | D-3-76-164-52  | weitere Bilder \| Fotos hochladen |
| Teunz                                       | Steinkreuz (Standort)                                                                      | Steinkreuz                                             | Wohl mittelalterlich; an der Straße nach Hof                                                                   | D-3-76-171-11  | weitere Bilder \| Fotos hochladen |
| Winklarn (Oberpfalz)                        | Bei Neunburger Straße 17 (Standort)                                                        | Sühnekreuz                                             | 15. Jahrhundert, mit Dreieckschild, Hufeisen und Hammer                                                        | D-3-76-178-14  | Fotos hochladen                   |
| Winklarn (Oberpfalz)                        | Roigergasse (Standort)                                                                     | Steinkreuz                                             | Wohl nachmittelalterlich; bei Haus Nummer 6                                                                    | D-3-76-178-17  | weitere Bilder \| Fotos hochladen |